# Linophryne indica
Linophryne indica är en fiskart som först beskrevs av Brauer 1902.  Linophryne indica ingår i släktet Linophryne och familjen Linophrynidae. Inga underarter finns listade i Catalogue of Life.